# ターゲスシャウ

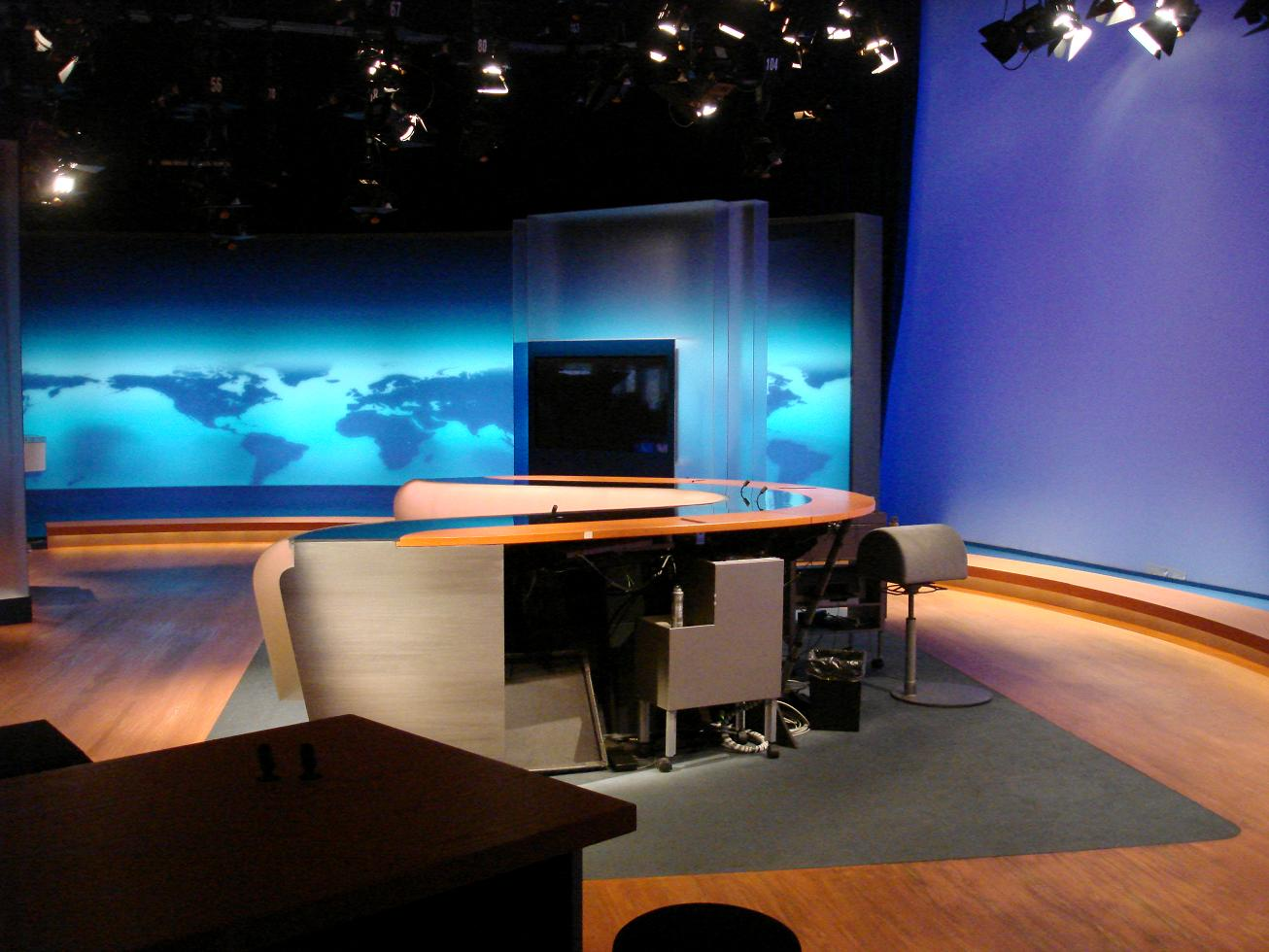
2008年のスタジオ風景

ターゲスシャウ（ドイツ語: tagesschau）は、北ドイツ放送(Norddeutscher Rundfunk)が制作し、ARD（ドイツ公共放送連盟）の加盟局で放送されているドイツの国民的ニュース番組である。
この番組の本編はDas Ersteで毎日20:00(CET,CEST)から放送されるほか、日中時間帯や夜間に短いスポットニュース版が放送される。また、西部ドイツ放送(Westdeutscher Rundfunk)が制作する朝の情報番組"ARD-morgenmagazin"内でも適宜放送される。本編は北ドイツ放送、ベルリン＝ブランデンブルク放送、南西ドイツ放送、西部ドイツ放送、ヘッセン放送、3sat、Pheonix、EinsPlus、ARD-alphaを含むARDの加盟局・提携ネットワークでも同時放送されている。また、ニュース専門チャンネルであるtagesschau24では24時間放送されている。

## 歴史
Tagesschauを直訳すると「1日のショー」、意訳すると「きょうの出来事」で、かつてドイツで制作された週刊ニュース映画である"Wochenschau"をもじったもので、ドイツで最古かつ最も視聴されているニュース番組である。
1952年12月26日に北ドイツ放送の前身である北西ドイツ放送で放送を開始した。当初は週3回の放送であったが1956年から月曜日から土曜日、1961年から日曜日の放送も開始した。夜8時からの放送は視聴率33%、最大1000万人の視聴者がいるとされている。ハンブルクにある北ドイツ放送のスタジオからARDのニュース部門である"ARD-aktuell"の制作で放送されている。20時からの放送は15分間、それ以外の時間帯にも1日を通じて5分程度の放送がある。20時からの放送が終了する20時15分がドイツにおけるテレビの「プライムタイム」の開始時刻となっている。1990年代後半に民間放送局のSat.1がプライムタイムとして20時からの番組の放送を試みたが成功せず、わずか数週間で中止している。
1978年から遅版の番組名が「ターゲステーメン」（「tagesthemen」、「きょうのテーマ」の意）に改題され1日のニュースを掘り下げ分析、解説する30分の番組となった。この番組は毎晩22時15分から放送されている。0時30分頃から深夜版である「ナヒトマガジン」（「Nachtmagazin」、「ナイトマガジン」の意）も放送されている。日曜日のランチタイムには1週間のニュースを振り返る「ブォヘンシュピーゲル」（「Wochenspiegel」）がターゲスシャウの制作スタッフによって放送されていたが改編に伴い2014年8月24日をもって終了した。
この番組のトレードマークは20時の時報とそれに続くClaudia Urbschat-Minguesの声（2014年4月から）による"Hier ist das Erste Deutsche Fernsehen mit der Tagesschau"（第1ドイツテレビのターゲスシャウです）である。オープニングテーマ曲はアレンジの変更が何回か行われている（直近の変更は2014年で、ハンス・ジマーが編曲したものを使用している）ものの、1956年から変わっていない。
2010年12月31日に20000回目の放送、2012年12月26日に放送60周年を迎えた。

## キャスター

### チーフアンカー
- ヤン・ホーファー（ドイツ語版）（2004年から、ニュースリーダーとしては1985年から）

### プレゼンター
- Jens Riewa（1994年 - ）
- Claus-Erich Boetzkes（1995年 - ）
- Susanne Daubner（1999年 - ）
- Thorsten Schröder（2000年 - ）
- Susanne Holst（2001年 - ）
- Astrid Vits（2004年 - ）
- Michail Paweletz（2004年 - ）
- Tarek Youzbachi（2004年 - ）
- Judith Rakers（2005年 - ）
- Linda Zervakis（2010年 - ）

### 過去のチーフアンカー
- 1964年 - 1987年 カール＝ハインツ・ケプケ（ドイツ語版） （ニュースリーダーとしては1959年から）
- 1987年 - 1995年 ヴェルナー・ファイグル（ドイツ語版） （ニュースリーダーとしては1966年から）
- 1995年 - 1999年 ダクマー・ベルコフ（ドイツ語版） （ニュースリーダーとしては1976年から）
- 2000年 - 2004年 ヨー・ブラウナー（ドイツ語版） （ニュースリーダーとしては1974年から）

### 過去のプレゼンター
（アルファベット順）
- Marc Bator 2001年 - 2013年
- Ina Bergmann 1997年 - 2001年
- ダクマー・ベルコフ 1976年 - 1999年
- ヨー・ブラウナー 1974年 - 2004年
- Elfi Marten-Brockmann 1981年 - 1984年
- Lothar Dombrowski 1967年 - 1974年
- Laura Dünnwald 2001年 - 2010年
- Klaus Eckert 1978年 - 1983年
- Karl Fleischer 1960年 - 1994年
- Caroline Hamann 2007年 - 2009年
- Jan Thilo Haux
- Eva Herman 1989年 - 2007年
- Georg Hopf 1975年 - 1985年
- Horst Jaedicke
- Silke Jürgensen 2002年 - 2005年
- カール＝ハインツ・ケプケ 1959年 - 1987年
- Franz Laake 1988年 - 1993年
- Siegmar Ruhmland 1960年 - 1963年
- Diether von Sallwitz
- Manfred Schmidt 1962年 - 1964年
- Robert Schröder 1988年
- Susan Stahnke 1992年 - 1999年
- Wilhelm Stöck 1965年 - 1984年
- Martin Svoboda
- Harry Teubner 1978年 - 1980年
- Martin Thon
- ヴェルナー・ファイグル 1966年 - 1995年
- Cay Dietrich Voss 1952年 - 1962年
- Wilhelm Wieben 1972年 - 1998年
- Daniela Witte 1985年 - 1988年
- Günter Wiatrek 1974年 - 1975年
- Claus Wunderlich 1959年 - 1962年

## 日本での放送
日本では現地土曜20時放送分がNHK BS1で毎週日曜日に8時台のワールドニュース内で放送されていたが、2019年4月以降、ワールドニュースの放送時間削減により日曜の放送を廃止したため、3月31日放送分が最後の放送になっていた。
6月12日放送分以降、何らかの事情で第2ドイツテレビ(ZDF)の「ホイテ」が放送できない（「ホイテ」がスポーツ中継で休止の場合など）場合や、ニュースの速報性が重視される場合、代わりにターゲスシャウを放送することがある。